# Michel Geistdoerfer
Michel Geistdoerfer, né le 14 avril 1883 à Dinan (Côtes-d'Armor) et mort le 22 avril 1964 à Paris, est un homme de lettres, journaliste et homme politique français.

## Biographie
Michel Geistdoerfer naît dans une famille d'origine alsacienne, politiquement ancrée à gauche et impliquée dans le journalisme. Son père, Jean Geistdoerfer, est négociant brasseur, conseiller municipal de Dinan sur dix mandats consécutifs et l’un des fondateurs du Petit Bleu de Dinan,.
Il suit des études de droit à Rennes, puis à Paris. Diplômé de l'École libre des sciences politiques et de l'École du Louvre, il mène une double carrière d'écrivain, de journaliste littéraire et de fonctionnaire. Il est reçu en 1910 au concours de rédacteur de la préfecture de la Seine. Il est alors l'un des rares cadres de la préfecture à appartenir à la CGT.
Il est maire de Dinan de 1929 à 1940 et conseiller général du canton de Dinan-Est en 1927 avant de devenir député radical des Côtes-du-Nord de 1928 à 1940 et président de la Commission de la marine marchande de 1936 à 1940.
Résistant, Michel Geistdoerfer est révoqué de la mairie de Dinan dès le 11 décembre 1940. Il retrouve son poste en 1944, mais est battu aux élections municipales de 1945. Il ne parvient pas non plus à retrouver son siège de député.
Il reprend ensuite une carrière de journaliste, à la tête du Républicain de Dinan, qu'il dirige jusqu'en 1961.

## Publications
- La Roue de Saint Tupetu - Miracle, bois de Raymond Thiollière, éditions de l'Hippopotame, 1922.
- L'Amour tel qu'on le parle, bois de R. Thiollière, Montaigne, 1925.

## Sources
1. ↑  Pierre-Yves Gaudart, « Les premières batailles électorales », sur actu.fr, 25 février 2014 (consulté le 29 août 2024)
2. ↑  Pierre-Yves Gaudart, « Dinan : ce Petit Bleu de 1903 a fait de vieux os », sur actu.fr, 11 février 2022 (consulté le 29 août 2024)

- « Michel Geistdoerfer », dans le Dictionnaire des parlementaires français (1889-1940), sous la direction de Jean Jolly, PUF, 1960 [détail de l’édition]